# Jersey International Tennis Tournament
Il Jersey International Tennis Tournament, noto anche come Caversham International Tennis Tournament per ragioni di sponsorizzazione, è stato un torneo professionistico di tennis giocato sul sintetico indoor, che faceva parte dell'ATP Challenger Tour. Si sono giocate le sole due edizioni del 2008 e 2009 sui campi del Les Ormes Indoor Tennis Centre a Saint Brélade, nell'isola di Jersey del Regno Unito.

## Albo d'oro

### Singolare
| Anno | Campione         | Finalista       | Punteggio      |
| ---- | ---------------- | --------------- | -------------- |
| 2009 | Jarkko Nieminen  | Stéphane Robert | 4–6 ,6–1, 7–5  |
| 2008 | Adrian Mannarino | Andreas Beck    | 7–6(4), 7–6(4) |

### Doppio
| Anno | Campioni                         | Finalisti                      | Punteggio        |
| ---- | -------------------------------- | ------------------------------ | ---------------- |
| 2009 | Frederik Nielsen Joseph Sirianni | Henri Kontinen Jarkko Nieminen | 7–5, 3–6, [10–2] |
| 2008 | Colin Fleming Kenneth Skupski    | Chris Guccione Marcio Torres   | 6–3, 6–2         |